# Herman Hegermann-Lindencrone
Johan Herman Hegermann-Lindencrone (født 15. januar 1872 på Bjørnemose, død 2. februar 1929) var en dansk officer.
Han var søn af officeren Fritz Hegermann-Lindencrone og avancerede i hæren til ritmester.
Han ægtede 14. juni 1905 Angela Berling (20. maj 1885 på Ordruphøj, Ordrup – ), datter af rentier Volmer Carl Berling (1859-1909) og Signe Eudoxie Idelma født Hansten (1866-).